# Света Марина (Рендина)
Вижте пояснителната страница за други значения на Света Марина.
„Света Марина“ (на гръцки: Αγίας Μαρίνας) е православна църква край село Рендина, Халкидики, Гърция, част от Йерисовската, Светогорска и Ардамерска епархия.
Църквата е изградена на 75 km от Солун в долината на река Рендина, южно от Рендина. Църквата е забележителна със своята архитектура. Представлява еднокорабен византийски храм с купол. Построена е в 1869 година от епирски майстори, автори и на църквата „Свети Димитър“ в Ано Ставрос, както е отбелязано в надпис в църквата. Храмът е построен върху руините на по-стара сграда, вероятно от древна Аретуса, храм на Артемида. Султанът дарява църквата с 400 декара обработваема земя. Реставрирана е след 1980 година.
В църквата е намерена икона от 1864 година, на която е изобразен прочутият борец Лий, наречен в иконата Леон, познат от съдбата на Димитър Солунски.
В 1969 година църквата е обявена за паметник на културата.